# إرنيست مابوكا
إرنيست مابوكا (بالفرنسية: Ernest Mabouka) (مواليد 16 يونيو 1988) هو لاعب كرة قدم كاميروني يلعب حاليًا في دوري السوبر السلوفاكي مع نادي جيلينا.

## روابط خارجية
- إرنيست مابوكا على موقع الاتحاد الدولي (مؤرشف)  (الإنجليزية)
- إرنيست مابوكا على موقع قاعدة بيانات كرة القدم.إي يو (الإنجليزية)
- إرنيست مابوكا على موقع ناشيونال فوتبول تيمز (الإنجليزية)
- إرنيست مابوكا على موقع Soccerway.com (الإنجليزية)
- إرنيست مابوكا على موقع AS.com (الإسبانية)